# سیم فن در رین
سیم فن در رین معمار، پژوهشگر و استاد دانشگاه آمریکایی است. مهمترین کار حرفه ای او به اعمال اصول اکولوژی فیزیکی و اجتماعی به معماری و طراحی محیط و در واقع معماری پایدار مربوط می‌شود.

## کار دانشگاهی
او در سال ۱۹۵۸ از دانشگاه میشیگان فارغ‌التحصیل شدو یازده سال بعد به دانشگاه کالیفرنیا، برکلی پیوست و در آنجا به عنوان استاد معماری به کار خود ادامه داد و تا زمان بازنشستگی در همان‌جا ماند.

## جوایز
- فلوشیپ گوگنهایم، ۱۹۷۱.[۴]
- جایزه مؤسسه معماران آمریکایی، ۱۹۸۱.
- فوشیپ بنیاد گوگنهایم برای مطالعات پیشرفته در هنرهای زیبا، ۱۹۹۷.
- جایزه جامعه معماران منظر آمریکایی، ۱۹۹۷.

## گزیده نوشته‌ها
- Van der Ryn, Sim and Stuart Cowan (2007). Ecological Design, Tenth Anniversary Edition. Washington, DC: Island Press. شابک ‎۹۷۸−۱−۵۹۷۲۶−۱۴۱۸
- Van der Ryn, Sim (2005). Design For Life: The Architecture of Sim Van der Ryn. Layton, UT: Gibbs Smith. شابک ‎۹۷۸−۱۵۸۶۸۵۵۳۰۷
- Van der Ryn, Sim and Stuart Cowan (1996). Ecological Design. Washington, DC: Island Press. شابک ‎۱−۵۵۹۶۳−۳۸۹−۱
- Calthorpe, Peter and Sim Van der Ryn (1986). Sustainable Communities: A New Design Synthesis for Cities, Suburbs and Towns. San Francisco: Sierra Club Books. شابک ‎۰−۸۷۱۵۶−۶۲۹-X